# Предполесская ландшафтная провинция
Предполесская провинция вторичных водно-ледниковых и моренно-зандровых ландшафтов — индивидуальный природно-территориальный комплекс ранга ландшафтной провинции, выделяемый в системе ландшафтного районирования Белоруссии.
Территория провинция простирается от западной до восточной границы Белоруссии. Начинается узкой полосой в районе г. Пружаны, Берёза, Ганцевичи, она резко расширяется в центральной части республики между Минском, Борисовом, Быховом на севере, Солигорском и Жлобином на юге, затем снова сужается. Занимает около 22 % территории Белоруссии.
Предполесская провинция занимает как бы переходную ступень от возвышенной центральной Белоруссии к низинам Полесья. Здесь преобладают наиболее типичные для республики средневысотные ландшафты (76 % территории региона), низменных значительно меньше (22 %) и совсем мало возвышенных (2 %).
Внутреннюю структуру провинции на уровне родов определяют вторичные водно-ледниковые и моренно-зандровые ПТК, на которые в совокупности приходится 2/3 территории. Из ландшафтов остальных семи родов несколько выделяются своим удельным весом вторичноморенные (12 %).